# Dieter Lent
Dieter Lent (* 24. Dezember 1934 in Landsberg an der Warthe; † 27. Juni 2024 in Wolfenbüttel) war ein deutscher Landeshistoriker, Archivar und Autor von Publikationen zur niedersächsischen und braunschweigischen Landesgeschichte.

## Leben und Wirken
Lent studierte Geschichte, Philosophie und Germanistik an den Universitäten Hamburg, Göttingen und Freiburg, wo er 1964 über ein germanistisches Thema promovierte. Es folgte ein Archivreferendariat in Marburg. Anschließend war Lent zunächst am Hauptsitz des Niedersächsischen Landesarchivs in Hannover tätig. Im Jahr 1971 gestaltete er die Ausstellung „25 Jahre Niedersachsen“ in Hannover. 1975 wechselte Lent in das Staatsarchiv Wolfenbüttel, wo er bis zu seiner Pensionierung tätig war, zuletzt als Leiter des Referats Zeitgeschichte und stellvertretender Leiter des Staatsarchivs.
Lents Publikationen befassen sich vorwiegend mit der niedersächsischen und braunschweigischen Landesgeschichte. Ende der 1970er Jahre entdeckte er den Nachlass des Vormärzpolitikers und Redakteurs der liberal-demokratischen Zeitung Deutsche Tribüne Georg Fein, den er in den Folgejahren verzeichnete. Im Jahr 1998 entdeckte Lent ein gezeichnetes Jugendporträt Friedrich Heckers, einem der Führer der Deutschen Revolution von 1848/1849. Es gilt als das wohl früheste Hecker-Porträt. Von regional- bzw. lokalgeschichtlichem Interesse sind seine Funde bzgl. des Gründungsdatums von Stadtoldendorf und zur Geschichte Hehlens in Niedersachsen sowie zur „Tätigkeit“ Adolf Hitlers als braunschweigischer Regierungsrat.
Lent war Ehrenbeirat des Braunschweigischen Geschichtsvereins. Zusammen mit Hans-Ulrich Ludewig, Klaus Erich Pollmann und Ulrich Schwarz gehörte Lent zum Beirat der von Horst-Rüdiger Jarck und Gerhard Schildt im Jahre 2000 herausgegebenen Braunschweigischen Landesgeschichte, in der er die Kapitel zur Landesgeschichtsschreibung und zum Kriegsgeschehen und den Verlusten im Zweiten Weltkrieg verfasste. Für das zweibändige Braunschweigische Biographische Lexikon (1996/2006), dessen zweiten Band er mit herausgab, verfasste Lent zahlreiche Artikel.
Dieter Lent ist der Vater von Wolfgang Lent (* 1968), der als Rechtsanwalt, Verlagslektor und Dozent an der Ludwig-Maximilians-Universität München tätig ist.

## Veröffentlichungen (Auswahl)
- Die Dämonie der Antike bei Eichendorff, Dissertation, Universität Freiburg i. B. Rota-Druck, Freiburg 1964, OCLC 367903173.
- Der Weg zum Lande Niedersachsen. Vom Stammesgedanken zum Bundesland. Eine Ausstellung der Niedersächsischen Archivverwaltung [Hannover] aus Anlaß des fünfundzwanzigjährigen Bestehens des Landes Niedersachsen. Vandenhoeck & Ruprecht, Göttingen 1971, OCLC 258093046.
- Zur Geschichte und Bevölkerungsbilanz Niedersachsens im Zweiten Weltkrieg. Militärgeographische Situation, Menschenverluste, Kriegsopfer und Geschädigte im Überblick. Hildesheim 1984, OCLC 256081375.
- Die Geschichte von Hehlen an der Weser im Überblick nach einem Vortrag (nachträglich erweitert) zur 1150-Jahrfeier in Hehlen am 20. Juni 1986. Ev.-Luth. Immanuel-Kirchengemeinde, Hehlen 1989, OCLC 75021655.
- Findbuch zum Bestand Nachlaß des Demokraten Georg Fein (1803–1869) sowie Familie Fein (1737–) ca. 1772–1924. (211 N). Selbstverl. d. Niedersächs. Staatsarchivs, Wolfenbüttel 1991, ISBN 3-927495-02-6.
- Ein braunschweigisches Studentenporträtalbum von der Universität Heidelberg 1831/1832 mit einem unbekannten Jugendporträt des Revolutionsführers Friedrich Hecker. Braunschweig 1998, OCLC 633464759.
- Wolfenbüttel unter dem Hakenkreuz. Fünf Vorträge von Reinhard Försterling, Dietrich Kuessner, Hans-Ulrich Ludewig, Wilfried Knauer, Dieter Lent. Hrsg. von der Stadt Wolfenbüttel. Heckner-Print-Service-GmbH, Wolfenbüttel 2000 (GBV).

Beiträge in Sammelwerken
- Miscellanea zum Thema Wilhelm Busch und Wolfenbüttel. Ein unbekannter Brief Buschs an Archivdirektor Paul Zimmermann. In: Braunschweigisches Jahrbuch für Landesgeschichte. 68, 1987, S. 133–140.
- Der Nachlaß des braunschweigischen Archivdirektors und Landeshistorikers Paul Zimmermann im Staatsarchiv Wolfenbüttel. In: Archive in Niedersachsen. 10, 1992, S. 13–15.
- Braunschweig und Salzgitter. Der Gebietstausch mit Preußen. In: Wolfgang Benz (Hrsg.): Salzgitter – Geschichte und Gegenwart einer deutschen Stadt, 1942–1992. C.H. Beck, München 1992, ISBN 3-406-35573-0, S. 78–91.
- Ein unbekanntes historisches Volkslied auf die Gefangennahme Herzog Friedrichs des Unruhigen von Braunschweig auf Schloß Calenberg im Jahre 1484. In: Braunschweigisches Jahrbuch für Landesgeschichte. 74, 1993, S. 9–25.
- Johannes Reiske und die frühneuzeitlichen Anfänge der Historiographie zur mittelalterlichen Geschichte von Wolfenbüttel. in: Ulrich Schwarz (Hrsg.): Auf dem Weg zur herzoglichen Residenz. Wolfenbüttel im Mittelalter. Braunschweig 2003, S. 245–267.
- Von Kältewintern und Hitzesommern. Wetterbeobachtung und Witterungsgeschehen im Lande Braunschweig seit dem Frühmittelalter: ein Streifzug durch die unerforschte südostniedersächsische Klimageschichte. In: Braunschweigisches Jahrbuch für Landesgeschichte. 88, 2007, S. 15–37.
- „Ich habe dem Lande großen Nutzen gebracht“. Betrachtungen zu dieser Äußerung Hitlers vom Januar 1945 über seine Arbeit als braunschweigischer Regierungsrat 1932. In: Braunschweigisches Jahrbuch für Landesgeschichte. 91, 2010, S. 217–228.

Als Autor und Mitherausgeber
- mit Horst-Rüdiger Jarck: Braunschweigisches Biographisches Lexikon – 8. bis 18. Jahrhundert. Appelhans Verlag, Braunschweig 2006, ISBN 3-937664-46-7.